# كريس هينز
كريس هينز (بالإنجليزية: Kris Haines)‏ هو لاعب كرة قدم أمريكية أمريكي، ولد في 23 يوليو 1957 في آكرون في الولايات المتحدة.

## وصلات خارجية
- كريس هينز على موقع مرجع كرة القدم المحترفة.كوم (الإنجليزية)